# جي. أنطونيو توماس
جي. أنطونيو توماس هو سياسي كندي، ولد في 13 سبتمبر 1912 في مونتريال في كندا، وتوفي في 19 يناير 1998. نشط حزبياً في الحزب الليبرالي الكندي. وقد انتخب عضو مجلس العموم الكندي.